# Primiera
Primiera é um jogo de cartas, originário da Itália, e também um método de pontuação no jogo de Scopa e em suas variantes. 

## Jogo de cartas
A Primiera é um jogo histórico, não sendo mais jogado nos dias de hoje, no entanto, a ordem e valor das cartas no jogo se tornaram o método de pontuação também denominado Primiera no jogo de Scopa e em suas variantes.

### Objetivo
Obter a combinação de cartas que possua o maior valor.

### Número de jogadores
Jogam de 4 a 8 pessoas, cada um por si.

### Tipo de baralho
É usado o baralho italiano de 40 cartas. Pode-se também usar o baralho espanhol ou o baralho francês excluindo-se as cartas 8, 9, 10 (no caso do francês) e curingas (caso houver).

### Ordem e valor das cartas
- Sete: 21 pontos
- Seis: 18 pontos
- Ás: 16 pontos
- Cinco: 15 pontos
- Quatro: 14 pontos
- Três: 13 pontos
- Dois: 12 pontos
- Figuras (Rei, Cavalo/Dama e Valete): 10 pontos

### Distribuição das cartas
O carteador distribui 4 cartas, viradas para baixo, para cada um dos jogadores em sentido anti-horário, então o primeiro a jogar é aquele que estiver a sua direita, seguindo assim até o final da partida.

### Combinações
- Primiera : soma de quatro cartas de naipes diferentes.

- Cinquantacinque : ter as cartas 7, 6 e Ás do mesmo naipe concede pontuação de 55, não contando a quarta carta; se a quarta carta for do mesmo naipe tem-se também um flusso.

- Flusso ou Flussi : soma de quatro cartas de um mesmo naipe.

A combinação vencedora é a que somar mais pontos. Em caso de empate usa-se o método do naipe de maior força, a seguir (ordem decrescente): copas > ouros > paus > espadas.

### Desenvolvimento do jogo
Depois da primeira distribuição de cartas, cada jogador verifica se tem alguma combinação válida, se nenhum tiver, cada jogador poderá descartar quantas cartas quiser, cabendo ao carteador entregar quantas cartas forem necessárias a cada um dos jogadores. Se após essa segunda distribuição de cartas ninguém tiver combinações válidas, haverá um novo embaralhamento de cartas após mudança de carteador. 
Assim, verifica-se que a mudança de carteador ocorre:
- a cada vitória por parte de um dos jogadores;
- a cada 2 distribuições de cartas em que ninguém tiver combinações.

Havendo muitos jogadores, o que pode ocasionar escassez de cartas quando da situação de descarte de cartas devido à ninguém ter combinações, as cartas descartadas são reaproveitadas para o maço de cartas.

## Método de pontuação
Como mencionado na seção anterior, a Primiera é um método de pontuação usado no jogo de Scopa e em suas variantes.
Jogadores ou equipes disputam 1 ponto que é concedido para quem possuir a maior pontuação resultante da soma da carta mais alta de cada naipe que possuir. Ver a subseção "Ordem e valor das cartas".